# Гелбрук
Гелбрук — деревушка в общине А-эн-Хюнзе в нидерландской провинции Дренте. Деревушка расположена к югу от Ассен. Это один из самых маленьких населённых пунктов в Нидерландах со своим почтовым индексом.
Упоминается в 1444 году как Gelebroeck. нидерл. Gele (с нидерл. — «жёлтый»), нидерл. broeck (с нидерл. — «заболоченный лес», «болотистая земля»). Топонимика названия связана с соседними деревнями: Элевелд (нидерл. Eleveld, с нидерл. — «жёлтое поле»), Ролде (нидерл. Rolde, с нидерл. — «красный лес» и Гролло (нидерл. Grolloo, с нидерл. — «зелёный лес»).